# Rich Ward
Richard Park "Rich" Ward (16 de enero de 1969 en Atlanta, Georgia) es un guitarrista estadounidense, también conocido por su nombre artístico, "El Duque". Ward es el más conocido como miembro fundador de Stuck Mojo , una influencia subterránea de rap y metal popular banda de la década de 1990, pero también es conocido como el guitarrista de la banda de heavy metal, Fozzy.

## Primeros años
Ward se crio escuchando a muchas bandas sonoras de estilo independiente como que era todo lo que estaba disponible para él. Después del divorcio de sus padres, la madre de Ward su horario de trabajo era frenético, lo que resulta en su contratación de un estudiante de la universidad para cuidar de él y su hermana. 
Según Ward, el estudiante solía llevar más de heavy metal y el rock duro de álbumes de bandas como AC / DC , Black Sabbath y Iron Maiden , por nombrar algunos. A partir de ese momento, Ward tenía una nueva perspectiva en la música, habiendo encontrado el género de la música que hacia "clic" con él. Ward también ha dicho en entrevistas que su banda favorita fue Journey , y también ha citado a bandas como Bad Company y Foreigner como sus influencias.
Ward comenzó a aprender a tocar la guitarra a los 12 años, el su amigo le prestaba la guitarra los fines de semana, y le enseñó a tocarla.
- Datos: Q2148858